# غنت-وفلجم للسيدات 2024
غنت-وفلجم للسيدات 2024 (بالفرنسية: Gand-Wevelgem féminin 2024) هو سباق دراجات هوائية، وهو الموسم الثالث عشر من غنت-وفلجم للسيدات ‏، وأقيم في 24 مارس 2024 ضمن سباقات طواف العالم للدراجات للسيدات 2024، وشارك فيه  142 متسابقاً ووصل إلى نهايته  89 متسابقاً.
فاز بالمركز الأول لورينا ويبيس، وفاز بالمركز الثاني إليسا بالسامو، وفاز بالمركز الثالث كيارا كونسوني، وتصدر تصنيف طواف العالم لوت كوبيكي.

## الفرق
| فرق سيدات عالمية (15)- إن إكس تي جي ريسينغ ‏ - كانيون–إس آر إيه إم ريسينغ 2024 ‏ - Ceratizit Pro Cycling ‏ - FDJ–Suez ‏ - بلانتور بورا سيلينج تيم ‏ - رالي سايكلنج 2024 ‏ - Lidl–Trek (women's team) ‏ - Liv AlUla Jayco ‏ - موفيستار للسيدات ‏ - فريق كوجياس ميتلر لوك برو للدراجات ‏ - فريق سنويب للسيدات ‏ - إس دي وركس ‏ - جامبو فيسما للسيدات ‏ - يو أي أيه تيم 2024 ‏ - فريق أونو إكس برو للدراجات للسيدات ‏ فرق دراجات قارية سيدات (9)- اركيا للسيدات ‏ - بنجوال شوفالمير ‏ - Cofidis Women Team ‏ - EF Education–Oatly ‏ - دروبز ‏ - لوتو بيليسول للسيدات ‏ - Proximus-Cyclis CT‏ - تيم كوب هايتك بوردكتس ‏ - باركهوتل فالكنبورغ ‏ |  |
| |  |

## المشاركون
| إس دي وركس ‏ SDW | إس دي وركس ‏ SDW             | إس دي وركس ‏ SDW |
| --------------- | --------------------------- | --------------- |
| م               | عداء                        | مرتبة           |
| 1               | مارلين رويسر (طريق)         | 29              |
| 2               | لوت كوبيكي (طريق)           | 19              |
| 3               | لورينا ويبيس                | 1               |
| 4               | Chantal van den Broek-Blaak | لم يكمل السباق  |
| 5               | كريستين ماجروس (طريق)       | 25              |
| 6               | فيمكا ماركوس                | 60              |

| إن إكس تي جي ريسينغ ‏ AGS | إن إكس تي جي ريسينغ ‏ AGS | إن إكس تي جي ريسينغ ‏ AGS |
| ------------------------ | ------------------------ | ------------------------ |
| م                        | عداء                     | مرتبة                    |
| 11                       | Julie Van de Velde ‏      | لم يكمل السباق           |
| 12                       | Maaike Boogaard ‏         | لم يكمل السباق           |
| 13                       | كيمبرلي لي كورت          | 13                       |
| 14                       | Anya Louw ‏               | لم يكمل السباق           |
| 15                       | Ilse Pluimers ‏           | 70                       |
| 16                       | NED                      | 71                       |

| كانيون–إس آر إيه إم ‏ CSR | كانيون–إس آر إيه إم ‏ CSR  | كانيون–إس آر إيه إم ‏ CSR |
| ------------------------ | ------------------------- | ------------------------ |
| م                        | عداء                      | مرتبة                    |
| 21                       | كلو ديجيرت (طريق)         | 36                       |
| 22                       | Zoe Bäckstedt ‏            | 79                       |
| 23                       | تيفاني كرومويل            | 73                       |
| 24                       | Agnieszka Skalniak-Sójka ‏ | 48                       |
| 25                       | Alice Towers ‏             | 49                       |
| 26                       | Maike van der Duin ‏       | لم يكمل السباق           |

| Ceratizit Pro Cycling ‏ WNT | Ceratizit Pro Cycling ‏ WNT | Ceratizit Pro Cycling ‏ WNT |
| -------------------------- | -------------------------- | -------------------------- |
| م                          | عداء                       | مرتبة                      |
| 31                         | Alice Maria Arzuffi ‏       | 55                         |
| 32                         | Arianna Fidanza ‏           | 22                         |
| 33                         | Nina Berton ‏               | 15                         |
| 34                         | Marta Lach ‏                | 43                         |
| 35                         | Kathrin Schweinberger ‏     | 61                         |
| 36                         | Lea Lin Teutenberg ‏        | 69                         |

| FDJ–Suez ‏ FST | FDJ–Suez ‏ FST    | FDJ–Suez ‏ FST  |
| ------------- | ---------------- | -------------- |
| م             | عداء             | مرتبة          |
| 41            | غريس براون       | 37             |
| 42            | Coralie Demay ‏   | لم يكمل السباق |
| 43            | Marie Le Net ‏    | 77             |
| 44            | غلاديس فيرهلست ‏  | 28             |
| 45            | Alessia Vigilia ‏ | لم يكمل السباق |
| 46            | جادي فيل         | 34             |

| بلانتور بورا سيلينج تيم ‏ ___ | بلانتور بورا سيلينج تيم ‏ ___ | بلانتور بورا سيلينج تيم ‏ ___ |
| ---------------------------- | ---------------------------- | ---------------------------- |
| م                            | عداء                         | مرتبة                        |
| 51                           | ساني كانت                    | 85                           |
| 52                           | Puck Pieterse ‏               | 7                            |
| 53                           | Julie De Wilde ‏              | 80                           |
| 54                           | Evy Kuijpers ‏                | 86                           |
| 55                           | Flora Perkins ‏               | 47                           |
| 56                           | Christina Schweinberger ‏     | 9                            |

| رالي سايكلنج ‏ HPH | رالي سايكلنج ‏ HPH   | رالي سايكلنج ‏ HPH |
| ----------------- | ------------------- | ----------------- |
| م                 | عداء                | مرتبة             |
| 61                | Audrey Cordon-Ragot | 23                |
| 62                | رومي كاسبر          | 87                |
| 63                | Daria Pikulik ‏      | 88                |
| 64                | Marit Raaijmakers ‏  | لم يكمل السباق    |
| 65                | Katia Ragusa ‏       | 46                |
| 66                | ليلي وليامز         | 89                |

| Lidl–Trek (women's team) ‏ LTK | Lidl–Trek (women's team) ‏ LTK | Lidl–Trek (women's team) ‏ LTK |
| ----------------------------- | ----------------------------- | ----------------------------- |
| م                             | عداء                          | مرتبة                         |
| 71                            | إليسا بالسامو                 | 2                             |
| 72                            | لوسيندا براند                 | 59                            |
| 73                            | Lauretta Hanson ‏              | 31                            |
| 74                            | إليسا ونغو بورغيني (طريق)     | 33                            |
| 75                            | شيرين فان أنروي               | 32                            |
| 76                            | Ellen van Dijk                | 39                            |

| Liv AlUla Jayco ‏ LAJ | Liv AlUla Jayco ‏ LAJ | Liv AlUla Jayco ‏ LAJ |
| -------------------- | -------------------- | -------------------- |
| م                    | عداء                 | مرتبة                |
| 81                   | جورجيا بيكر          | لم يكمل السباق       |
| 82                   | Teniel Campbell ‏     | 82                   |
| 83                   | Jeanne Korevaar ‏     | 58                   |
| 84                   | Amber Pate ‏          | 84                   |
| 85                   | ليتيزيا باتيرنوستر   | 21                   |
| 86                   | Silke Smulders ‏      | 26                   |

| موفيستار للسيدات ‏ MOV | موفيستار للسيدات ‏ MOV | موفيستار للسيدات ‏ MOV |
| --------------------- | --------------------- | --------------------- |
| م                     | عداء                  | مرتبة                 |
| 91                    | أرلينيس سيرا (طريق)   | 6                     |
| 92                    | أود بيانيك            | 81                    |
| 93                    | Emma Norsgaard Bjerg  | 35                    |
| 94                    | فلورتجي ماكايج        | 18                    |
| 95                    | Lucia Ruiz Pérez ‏     | لم يكمل السباق        |
| 96                    | Laura Ruiz Pérez ‏     | لم يكمل السباق        |

| فريق كوجياس ميتلر لوك برو للدراجات ‏ CGS | فريق كوجياس ميتلر لوك برو للدراجات ‏ CGS | فريق كوجياس ميتلر لوك برو للدراجات ‏ CGS |
| --------------------------------------- | --------------------------------------- | --------------------------------------- |
| م                                       | عداء                                    | مرتبة                                   |
| 101                                     | Maggie Coles-Lyster ‏                    | 10                                      |
| 102                                     | Nguyễn Thị Thật ‏ (طريق)                 | لم يكمل السباق                          |
| 103                                     | Sofia Collinelli ‏                       | لم يكمل السباق                          |
| 104                                     | تمارا بالابولينا ‏ (طريق)                | 17                                      |
| 105                                     | Sylvie Swinkels ‏                        | لم يكمل السباق                          |
| 106                                     | Giorgia Vettorello ‏                     | 74                                      |

| فريق سنويب للسيدات ‏ DFP | فريق سنويب للسيدات ‏ DFP | فريق سنويب للسيدات ‏ DFP |
| ----------------------- | ----------------------- | ----------------------- |
| م                       | عداء                    | مرتبة                   |
| 111                     | Rachele Barbieri ‏       | لم يكمل السباق          |
| 112                     | فايفر جورجي (طريق)      | 30                      |
| 113                     | فرانشيسكا كوش ‏          | 29                      |
| 114                     | Charlotte Kool ‏         | 4                       |
| 115                     | Maeve Plouffe ‏          | لم يكمل السباق          |
| 116                     | Abi Smith ‏              | 83                      |

| جامبو فيسما للسيدات ‏ TVL | جامبو فيسما للسيدات ‏ TVL | جامبو فيسما للسيدات ‏ TVL |
| ------------------------ | ------------------------ | ------------------------ |
| م                        | عداء                     | مرتبة                    |
| 121                      | Fem van Empel ‏           | لم يبدأ                  |
| 122                      | كارلين آختيريكته         | لم يكمل السباق           |
| 123                      | Lieke Nooijen ‏           | 41                       |
| 124                      | Linda Riedmann ‏          | 12                       |
| 125                      | Margaux Vigié ‏           | 56                       |
| 126                      | NED                      | 27                       |

| يو أي أيه تيم ‏ UAD | يو أي أيه تيم ‏ UAD   | يو أي أيه تيم ‏ UAD |
| ------------------ | -------------------- | ------------------ |
| م                  | عداء                 | مرتبة              |
| 131                | Silvia Persico ‏      | 57                 |
| 132                | كيارا كونسوني        | 3                  |
| 133                | يوجينة بوجاك         | 20                 |
| 134                | Eleonora Gasparrini ‏ | لم يكمل السباق     |
| 135                | صوفيا بيرتيزولو      | 78                 |
| 136                | Karlijn Swinkels ‏    | 38                 |

| فريق أونو إكس برو للدراجات للسيدات ‏ UXM | فريق أونو إكس برو للدراجات للسيدات ‏ UXM | فريق أونو إكس برو للدراجات للسيدات ‏ UXM |
| --------------------------------------- | --------------------------------------- | --------------------------------------- |
| م                                       | عداء                                    | مرتبة                                   |
| 141                                     | أمالي ديديريكسن                         | 76                                      |
| 142                                     | سوزان أندرسن (طريق)                     | 75                                      |
| 143                                     | Simone Boilard ‏                         | 16                                      |
| 144                                     | ماريا جوليا كونفالونيري                 | 5                                       |
| 145                                     | Rebecca Koerner ‏ (طريق)                 | 52                                      |
| 146                                     | Anniina Ahtosalo ‏ (طريق)                | لم يكمل السباق                          |

| Cofidis Women Team ‏ COF | Cofidis Women Team ‏ COF  | Cofidis Women Team ‏ COF |
| ----------------------- | ------------------------ | ----------------------- |
| م                       | عداء                     | مرتبة                   |
| 151                     | Victoire Berteau ‏ (طريق) | 14                      |
| 152                     | Alana Castrique ‏         | لم يكمل السباق          |
| 153                     | فالنتاين فورتين          | لم يكمل السباق          |
| 154                     | Lise Ménage ‏             | لم يكمل السباق          |
| 155                     | Josie Talbot ‏            | لم يكمل السباق          |
| 156                     | سارة روي                 | 50                      |

| اركيا للسيدات ‏ ARK | اركيا للسيدات ‏ ARK       | اركيا للسيدات ‏ ARK |
| ------------------ | ------------------------ | ------------------ |
| م                  | عداء                     | مرتبة              |
| 161                | ميشيلا دراموند           | 65                 |
| 162                | إميليا فهلين (طريق)      | لم يكمل السباق     |
| 163                | Amandine Fouquenet ‏      | لم يكمل السباق     |
| 164                | Marie-Morgane Le Deunff ‏ | لم يكمل السباق     |
| 165                | Anaïs Morichon ‏          | 54                 |
| 166                | Maurène Trégouët ‏        | لم يكمل السباق     |

| بنجوال شوفالمير ‏ CHE | بنجوال شوفالمير ‏ CHE | بنجوال شوفالمير ‏ CHE |
| -------------------- | -------------------- | -------------------- |
| م                    | عداء                 | مرتبة                |
| 171                  | Nathalie Bex ‏        | لم يكمل السباق       |
| 172                  | Danique Braam ‏       | 63                   |
| 173                  | Tara Gins ‏           | لم يكمل السباق       |
| 174                  | Antonia Gröndahl ‏    | لم يكمل السباق       |
| 175                  | حنا نيلسون           | لم يكمل السباق       |
| 176                  | Emily Watts ‏         | لم يكمل السباق       |

| EF Education–Oatly ‏ EFC | EF Education–Oatly ‏ EFC | EF Education–Oatly ‏ EFC |
| ----------------------- | ----------------------- | ----------------------- |
| م                       | عداء                    | مرتبة                   |
| 181                     | Coryn Labecki           | 64                      |
| 182                     | Megan Armitage ‏         | لم يكمل السباق          |
| 183                     | Letizia Borghesi ‏       | 45                      |
| 184                     | نينا كيسلر              | 42                      |
| 185                     | Noemi Rüegg ‏            | 24                      |
| 186                     | Lotta Henttala          | 66                      |

| دروبز ‏ LPW | دروبز ‏ LPW        | دروبز ‏ LPW     |
| ---------- | ----------------- | -------------- |
| م          | عداء              | مرتبة          |
| 191        | Kristýna Burlová ‏ | 62             |
| 192        | Eluned King ‏      | لم يكمل السباق |
| 193        | Maddie Leech ‏     | لم يكمل السباق |
| 194        | SWE               | لم يكمل السباق |
| 195        | NED               | 44             |
| 196        | Kaja Rysz ‏        | 72             |

| لوتو بيليسول للسيدات ‏ LDL | لوتو بيليسول للسيدات ‏ LDL | لوتو بيليسول للسيدات ‏ LDL |
| ------------------------- | ------------------------- | ------------------------- |
| م                         | عداء                      | مرتبة                     |
| 201                       | ثاليتا دي جونج            | 8                         |
| 202                       | NED                       | لم يكمل السباق            |
| 203                       | Katrijn De Clercq ‏        | 40                        |
| 204                       | Mieke Docx ‏               | 68                        |
| 205                       | BEL                       | لم يكمل السباق            |
| 206                       | Anna van Wersch ‏          | لم يكمل السباق            |

| Proximus-Cyclis CT‏ ___ | Proximus-Cyclis CT‏ ___ | Proximus-Cyclis CT‏ ___ |
| ---------------------- | ---------------------- | ---------------------- |
| م                      | عداء                   | مرتبة                  |
| 211                    | Amber Aernouts‏         | لم يكمل السباق         |
| 213                    | Marieke de Groot ‏      | لم يكمل السباق         |
| 214                    | Lone Meertens ‏         | لم يكمل السباق         |
| 215                    | Marga López (cyclist) ‏ | لم يكمل السباق         |
| 216                    | Femke van Goethem‏      | لم يكمل السباق         |

| تيم كوب هايتك بوردكتس ‏ HPU | تيم كوب هايتك بوردكتس ‏ HPU | تيم كوب هايتك بوردكتس ‏ HPU |
| -------------------------- | -------------------------- | -------------------------- |
| م                          | عداء                       | مرتبة                      |
| 221                        | Camilla Rånes Bye‏          | لم يكمل السباق             |
| 222                        | Monica Greenwood ‏          | 67                         |
| 223                        | Stina Kagevi ‏              | مستبعد                     |
| 224                        | NOR                        | لم يكمل السباق             |
| 225                        | April Tacey ‏               | لم يكمل السباق             |
| 226                        | NED                        | لم يكمل السباق             |

| باركهوتل فالكنبورغ ‏ VWT | باركهوتل فالكنبورغ ‏ VWT | باركهوتل فالكنبورغ ‏ VWT |
| ----------------------- | ----------------------- | ----------------------- |
| م                       | عداء                    | مرتبة                   |
| 231                     | Valerie Demey ‏          | 53                      |
| 232                     | Anne Dijkstra ‏          | 51                      |
| 233                     | Marieke Meert‏           | لم يكمل السباق          |
| 234                     | NED                     | لم يكمل السباق          |
| 235                     | Quinty Schoens ‏         | لم يكمل السباق          |
| 236                     | Margot Vanpachtenbeke ‏  | 11                      |

| إس دي وركس ‏ SDW | إس دي وركس ‏ SDW             | إس دي وركس ‏ SDW |
| --------------- | --------------------------- | --------------- |
| م               | عداء                        | مرتبة           |
| 1               | مارلين رويسر (طريق)         | 29              |
| 2               | لوت كوبيكي (طريق)           | 19              |
| 3               | لورينا ويبيس                | 1               |
| 4               | Chantal van den Broek-Blaak | لم يكمل السباق  |
| 5               | كريستين ماجروس (طريق)       | 25              |
| 6               | فيمكا ماركوس                | 60              |

| إن إكس تي جي ريسينغ ‏ AGS | إن إكس تي جي ريسينغ ‏ AGS | إن إكس تي جي ريسينغ ‏ AGS |
| ------------------------ | ------------------------ | ------------------------ |
| م                        | عداء                     | مرتبة                    |
| 11                       | Julie Van de Velde ‏      | لم يكمل السباق           |
| 12                       | Maaike Boogaard ‏         | لم يكمل السباق           |
| 13                       | كيمبرلي لي كورت          | 13                       |
| 14                       | Anya Louw ‏               | لم يكمل السباق           |
| 15                       | Ilse Pluimers ‏           | 70                       |
| 16                       | NED                      | 71                       |

| كانيون–إس آر إيه إم ‏ CSR | كانيون–إس آر إيه إم ‏ CSR  | كانيون–إس آر إيه إم ‏ CSR |
| ------------------------ | ------------------------- | ------------------------ |
| م                        | عداء                      | مرتبة                    |
| 21                       | كلو ديجيرت (طريق)         | 36                       |
| 22                       | Zoe Bäckstedt ‏            | 79                       |
| 23                       | تيفاني كرومويل            | 73                       |
| 24                       | Agnieszka Skalniak-Sójka ‏ | 48                       |
| 25                       | Alice Towers ‏             | 49                       |
| 26                       | Maike van der Duin ‏       | لم يكمل السباق           |

| Ceratizit Pro Cycling ‏ WNT | Ceratizit Pro Cycling ‏ WNT | Ceratizit Pro Cycling ‏ WNT |
| -------------------------- | -------------------------- | -------------------------- |
| م                          | عداء                       | مرتبة                      |
| 31                         | Alice Maria Arzuffi ‏       | 55                         |
| 32                         | Arianna Fidanza ‏           | 22                         |
| 33                         | Nina Berton ‏               | 15                         |
| 34                         | Marta Lach ‏                | 43                         |
| 35                         | Kathrin Schweinberger ‏     | 61                         |
| 36                         | Lea Lin Teutenberg ‏        | 69                         |

| FDJ–Suez ‏ FST | FDJ–Suez ‏ FST    | FDJ–Suez ‏ FST  |
| ------------- | ---------------- | -------------- |
| م             | عداء             | مرتبة          |
| 41            | غريس براون       | 37             |
| 42            | Coralie Demay ‏   | لم يكمل السباق |
| 43            | Marie Le Net ‏    | 77             |
| 44            | غلاديس فيرهلست ‏  | 28             |
| 45            | Alessia Vigilia ‏ | لم يكمل السباق |
| 46            | جادي فيل         | 34             |

| بلانتور بورا سيلينج تيم ‏ ___ | بلانتور بورا سيلينج تيم ‏ ___ | بلانتور بورا سيلينج تيم ‏ ___ |
| ---------------------------- | ---------------------------- | ---------------------------- |
| م                            | عداء                         | مرتبة                        |
| 51                           | ساني كانت                    | 85                           |
| 52                           | Puck Pieterse ‏               | 7                            |
| 53                           | Julie De Wilde ‏              | 80                           |
| 54                           | Evy Kuijpers ‏                | 86                           |
| 55                           | Flora Perkins ‏               | 47                           |
| 56                           | Christina Schweinberger ‏     | 9                            |

| رالي سايكلنج ‏ HPH | رالي سايكلنج ‏ HPH   | رالي سايكلنج ‏ HPH |
| ----------------- | ------------------- | ----------------- |
| م                 | عداء                | مرتبة             |
| 61                | Audrey Cordon-Ragot | 23                |
| 62                | رومي كاسبر          | 87                |
| 63                | Daria Pikulik ‏      | 88                |
| 64                | Marit Raaijmakers ‏  | لم يكمل السباق    |
| 65                | Katia Ragusa ‏       | 46                |
| 66                | ليلي وليامز         | 89                |

| Lidl–Trek (women's team) ‏ LTK | Lidl–Trek (women's team) ‏ LTK | Lidl–Trek (women's team) ‏ LTK |
| ----------------------------- | ----------------------------- | ----------------------------- |
| م                             | عداء                          | مرتبة                         |
| 71                            | إليسا بالسامو                 | 2                             |
| 72                            | لوسيندا براند                 | 59                            |
| 73                            | Lauretta Hanson ‏              | 31                            |
| 74                            | إليسا ونغو بورغيني (طريق)     | 33                            |
| 75                            | شيرين فان أنروي               | 32                            |
| 76                            | Ellen van Dijk                | 39                            |

| Liv AlUla Jayco ‏ LAJ | Liv AlUla Jayco ‏ LAJ | Liv AlUla Jayco ‏ LAJ |
| -------------------- | -------------------- | -------------------- |
| م                    | عداء                 | مرتبة                |
| 81                   | جورجيا بيكر          | لم يكمل السباق       |
| 82                   | Teniel Campbell ‏     | 82                   |
| 83                   | Jeanne Korevaar ‏     | 58                   |
| 84                   | Amber Pate ‏          | 84                   |
| 85                   | ليتيزيا باتيرنوستر   | 21                   |
| 86                   | Silke Smulders ‏      | 26                   |

| موفيستار للسيدات ‏ MOV | موفيستار للسيدات ‏ MOV | موفيستار للسيدات ‏ MOV |
| --------------------- | --------------------- | --------------------- |
| م                     | عداء                  | مرتبة                 |
| 91                    | أرلينيس سيرا (طريق)   | 6                     |
| 92                    | أود بيانيك            | 81                    |
| 93                    | Emma Norsgaard Bjerg  | 35                    |
| 94                    | فلورتجي ماكايج        | 18                    |
| 95                    | Lucia Ruiz Pérez ‏     | لم يكمل السباق        |
| 96                    | Laura Ruiz Pérez ‏     | لم يكمل السباق        |

| فريق كوجياس ميتلر لوك برو للدراجات ‏ CGS | فريق كوجياس ميتلر لوك برو للدراجات ‏ CGS | فريق كوجياس ميتلر لوك برو للدراجات ‏ CGS |
| --------------------------------------- | --------------------------------------- | --------------------------------------- |
| م                                       | عداء                                    | مرتبة                                   |
| 101                                     | Maggie Coles-Lyster ‏                    | 10                                      |
| 102                                     | Nguyễn Thị Thật ‏ (طريق)                 | لم يكمل السباق                          |
| 103                                     | Sofia Collinelli ‏                       | لم يكمل السباق                          |
| 104                                     | تمارا بالابولينا ‏ (طريق)                | 17                                      |
| 105                                     | Sylvie Swinkels ‏                        | لم يكمل السباق                          |
| 106                                     | Giorgia Vettorello ‏                     | 74                                      |

| فريق سنويب للسيدات ‏ DFP | فريق سنويب للسيدات ‏ DFP | فريق سنويب للسيدات ‏ DFP |
| ----------------------- | ----------------------- | ----------------------- |
| م                       | عداء                    | مرتبة                   |
| 111                     | Rachele Barbieri ‏       | لم يكمل السباق          |
| 112                     | فايفر جورجي (طريق)      | 30                      |
| 113                     | فرانشيسكا كوش ‏          | 29                      |
| 114                     | Charlotte Kool ‏         | 4                       |
| 115                     | Maeve Plouffe ‏          | لم يكمل السباق          |
| 116                     | Abi Smith ‏              | 83                      |

| جامبو فيسما للسيدات ‏ TVL | جامبو فيسما للسيدات ‏ TVL | جامبو فيسما للسيدات ‏ TVL |
| ------------------------ | ------------------------ | ------------------------ |
| م                        | عداء                     | مرتبة                    |
| 121                      | Fem van Empel ‏           | لم يبدأ                  |
| 122                      | كارلين آختيريكته         | لم يكمل السباق           |
| 123                      | Lieke Nooijen ‏           | 41                       |
| 124                      | Linda Riedmann ‏          | 12                       |
| 125                      | Margaux Vigié ‏           | 56                       |
| 126                      | NED                      | 27                       |

| يو أي أيه تيم ‏ UAD | يو أي أيه تيم ‏ UAD   | يو أي أيه تيم ‏ UAD |
| ------------------ | -------------------- | ------------------ |
| م                  | عداء                 | مرتبة              |
| 131                | Silvia Persico ‏      | 57                 |
| 132                | كيارا كونسوني        | 3                  |
| 133                | يوجينة بوجاك         | 20                 |
| 134                | Eleonora Gasparrini ‏ | لم يكمل السباق     |
| 135                | صوفيا بيرتيزولو      | 78                 |
| 136                | Karlijn Swinkels ‏    | 38                 |

| فريق أونو إكس برو للدراجات للسيدات ‏ UXM | فريق أونو إكس برو للدراجات للسيدات ‏ UXM | فريق أونو إكس برو للدراجات للسيدات ‏ UXM |
| --------------------------------------- | --------------------------------------- | --------------------------------------- |
| م                                       | عداء                                    | مرتبة                                   |
| 141                                     | أمالي ديديريكسن                         | 76                                      |
| 142                                     | سوزان أندرسن (طريق)                     | 75                                      |
| 143                                     | Simone Boilard ‏                         | 16                                      |
| 144                                     | ماريا جوليا كونفالونيري                 | 5                                       |
| 145                                     | Rebecca Koerner ‏ (طريق)                 | 52                                      |
| 146                                     | Anniina Ahtosalo ‏ (طريق)                | لم يكمل السباق                          |

| Cofidis Women Team ‏ COF | Cofidis Women Team ‏ COF  | Cofidis Women Team ‏ COF |
| ----------------------- | ------------------------ | ----------------------- |
| م                       | عداء                     | مرتبة                   |
| 151                     | Victoire Berteau ‏ (طريق) | 14                      |
| 152                     | Alana Castrique ‏         | لم يكمل السباق          |
| 153                     | فالنتاين فورتين          | لم يكمل السباق          |
| 154                     | Lise Ménage ‏             | لم يكمل السباق          |
| 155                     | Josie Talbot ‏            | لم يكمل السباق          |
| 156                     | سارة روي                 | 50                      |

| اركيا للسيدات ‏ ARK | اركيا للسيدات ‏ ARK       | اركيا للسيدات ‏ ARK |
| ------------------ | ------------------------ | ------------------ |
| م                  | عداء                     | مرتبة              |
| 161                | ميشيلا دراموند           | 65                 |
| 162                | إميليا فهلين (طريق)      | لم يكمل السباق     |
| 163                | Amandine Fouquenet ‏      | لم يكمل السباق     |
| 164                | Marie-Morgane Le Deunff ‏ | لم يكمل السباق     |
| 165                | Anaïs Morichon ‏          | 54                 |
| 166                | Maurène Trégouët ‏        | لم يكمل السباق     |

| بنجوال شوفالمير ‏ CHE | بنجوال شوفالمير ‏ CHE | بنجوال شوفالمير ‏ CHE |
| -------------------- | -------------------- | -------------------- |
| م                    | عداء                 | مرتبة                |
| 171                  | Nathalie Bex ‏        | لم يكمل السباق       |
| 172                  | Danique Braam ‏       | 63                   |
| 173                  | Tara Gins ‏           | لم يكمل السباق       |
| 174                  | Antonia Gröndahl ‏    | لم يكمل السباق       |
| 175                  | حنا نيلسون           | لم يكمل السباق       |
| 176                  | Emily Watts ‏         | لم يكمل السباق       |

| EF Education–Oatly ‏ EFC | EF Education–Oatly ‏ EFC | EF Education–Oatly ‏ EFC |
| ----------------------- | ----------------------- | ----------------------- |
| م                       | عداء                    | مرتبة                   |
| 181                     | Coryn Labecki           | 64                      |
| 182                     | Megan Armitage ‏         | لم يكمل السباق          |
| 183                     | Letizia Borghesi ‏       | 45                      |
| 184                     | نينا كيسلر              | 42                      |
| 185                     | Noemi Rüegg ‏            | 24                      |
| 186                     | Lotta Henttala          | 66                      |

| دروبز ‏ LPW | دروبز ‏ LPW        | دروبز ‏ LPW     |
| ---------- | ----------------- | -------------- |
| م          | عداء              | مرتبة          |
| 191        | Kristýna Burlová ‏ | 62             |
| 192        | Eluned King ‏      | لم يكمل السباق |
| 193        | Maddie Leech ‏     | لم يكمل السباق |
| 194        | SWE               | لم يكمل السباق |
| 195        | NED               | 44             |
| 196        | Kaja Rysz ‏        | 72             |

| لوتو بيليسول للسيدات ‏ LDL | لوتو بيليسول للسيدات ‏ LDL | لوتو بيليسول للسيدات ‏ LDL |
| ------------------------- | ------------------------- | ------------------------- |
| م                         | عداء                      | مرتبة                     |
| 201                       | ثاليتا دي جونج            | 8                         |
| 202                       | NED                       | لم يكمل السباق            |
| 203                       | Katrijn De Clercq ‏        | 40                        |
| 204                       | Mieke Docx ‏               | 68                        |
| 205                       | BEL                       | لم يكمل السباق            |
| 206                       | Anna van Wersch ‏          | لم يكمل السباق            |

| Proximus-Cyclis CT‏ ___ | Proximus-Cyclis CT‏ ___ | Proximus-Cyclis CT‏ ___ |
| ---------------------- | ---------------------- | ---------------------- |
| م                      | عداء                   | مرتبة                  |
| 211                    | Amber Aernouts‏         | لم يكمل السباق         |
| 213                    | Marieke de Groot ‏      | لم يكمل السباق         |
| 214                    | Lone Meertens ‏         | لم يكمل السباق         |
| 215                    | Marga López (cyclist) ‏ | لم يكمل السباق         |
| 216                    | Femke van Goethem‏      | لم يكمل السباق         |

| تيم كوب هايتك بوردكتس ‏ HPU | تيم كوب هايتك بوردكتس ‏ HPU | تيم كوب هايتك بوردكتس ‏ HPU |
| -------------------------- | -------------------------- | -------------------------- |
| م                          | عداء                       | مرتبة                      |
| 221                        | Camilla Rånes Bye‏          | لم يكمل السباق             |
| 222                        | Monica Greenwood ‏          | 67                         |
| 223                        | Stina Kagevi ‏              | مستبعد                     |
| 224                        | NOR                        | لم يكمل السباق             |
| 225                        | April Tacey ‏               | لم يكمل السباق             |
| 226                        | NED                        | لم يكمل السباق             |

| باركهوتل فالكنبورغ ‏ VWT | باركهوتل فالكنبورغ ‏ VWT | باركهوتل فالكنبورغ ‏ VWT |
| ----------------------- | ----------------------- | ----------------------- |
| م                       | عداء                    | مرتبة                   |
| 231                     | Valerie Demey ‏          | 53                      |
| 232                     | Anne Dijkstra ‏          | 51                      |
| 233                     | Marieke Meert‏           | لم يكمل السباق          |
| 234                     | NED                     | لم يكمل السباق          |
| 235                     | Quinty Schoens ‏         | لم يكمل السباق          |
| 236                     | Margot Vanpachtenbeke ‏  | 11                      |

## التصنيف العام النهائي
| التصنيف العام         | التصنيف العام            | التصنيف العام                       | التصنيف العام | التصنيف العام |
| المتسابقة             | المتسابقة                | الفريق                              | الوقت         |               |
| --------------------- | ------------------------ | ----------------------------------- | ------------- | ------------- |
| 1                     | لورينا ويبيس             | إس دي وركس ‏                         | 4 س 16 د 19 ث |               |
| 2                     | إليسا بالسامو            | Lidl–Trek (women's team) ‏           | + 0 ث         |               |
| 3                     | كيارا كونسوني            | يو أي أيه تيم ‏                      | + 0 ث         |               |
| 4                     | Charlotte Kool ‏          | فريق سنويب للسيدات ‏                 | + 0 ث         |               |
| 5                     | ماريا جوليا كونفالونيري  | فريق أونو إكس برو للدراجات للسيدات ‏ | + 0 ث         |               |
| 6                     | أرلينيس سيرا             | موفيستار للسيدات ‏                   | + 0 ث         |               |
| 7                     | Puck Pieterse ‏           | بلانتور بورا سيلينج تيم ‏            | + 0 ث         |               |
| 8                     | ثاليتا دي جونج           | لوتو بيليسول للسيدات ‏               | + 0 ث         |               |
| 9                     | Christina Schweinberger ‏ | بلانتور بورا سيلينج تيم ‏            | + 0 ث         |               |
| 10                    | Maggie Coles-Lyster ‏     | فريق كوجياس ميتلر لوك برو للدراجات ‏ | + 0 ث         |               |
|                       |                          |                                     |               |               |
| مصدر: ProCyclingStats |                          |                                     |               |               |

### تصنيف النقاط
| تصنيف النقاط          | تصنيف النقاط         | تصنيف النقاط              | تصنيف النقاط | تصنيف النقاط |
| المتسابقة             | المتسابقة            | الفريق                    | النقاط       |              |
| --------------------- | -------------------- | ------------------------- | ------------ | ------------ |
| 1                     | لوت كوبيكي           | إس دي وركس ‏               | 1530 نقطة    |              |
| 2                     | إليسا بالسامو        | Lidl–Trek (women's team) ‏ | 1508 نقطة    |              |
| 3                     | لورينا ويبيس         | إس دي وركس ‏               | 1036 نقطة    |              |
| 4                     | Puck Pieterse ‏       | بلانتور بورا سيلينج تيم ‏  | 780 نقطة     |              |
| 5                     | إليسا ونغو بورغيني   | Lidl–Trek (women's team) ‏ | 723 نقطة     |              |
| 6                     | Neve Bradbury ‏       | كانيون–إس آر إيه إم ‏      | 710 نقطة     |              |
| 7                     | Charlotte Kool ‏      | فريق سنويب للسيدات ‏       | 596 نقطة     |              |
| 8                     | كيارا كونسوني        | يو أي أيه تيم ‏            | 583 نقطة     |              |
| 9                     | Sarah Gigante ‏       | إن إكس تي جي ريسينغ ‏      | 530 نقطة     |              |
| 10                    | Dominika Włodarczyk ‏ | يو أي أيه تيم ‏            | 520 نقطة     |              |
|                       |                      |                           |              |              |
| مصدر: ProCyclingStats |                      |                           |              |              |

## تصنيف الفرق

### الفرق حسب النقاط
| ترتيب الفرق حسب النقاط | ترتيب الفرق حسب النقاط           | ترتيب الفرق حسب النقاط | ترتيب الفرق حسب النقاط |
| الفريق                 | الفريق                           | النقاط                 |                        |
| ---------------------- | -------------------------------- | ---------------------- | ---------------------- |
| 1                      | Lidl–Trek (women's team) ‏        | 3410 نقطة              |                        |
| 2                      | إس دي وركس ‏                      | 3222 نقطة              |                        |
| 3                      | كانيون–إس آر إيه إم ريسينغ 2024 ‏ | 1998 نقطة              |                        |
| 4                      | يو أي أيه تيم 2024 ‏              | 1933 نقطة              |                        |
| 5                      | فريق سنويب للسيدات ‏              | 1793 نقطة              |                        |
| 6                      | بلانتور بورا سيلينج تيم ‏         | 1426 نقطة              |                        |
| 7                      | Liv AlUla Jayco ‏                 | 1307 نقطة              |                        |
| 8                      | جامبو فيسما للسيدات ‏             | 1290 نقطة              |                        |
| 9                      | FDJ–Suez ‏                        | 1280 نقطة              |                        |
| 10                     | إن إكس تي جي ريسينغ ‏             | 1154 نقطة              |                        |
|                        |                                  |                        |                        |
| مصدر: ProCyclingStats  |                                  |                        |                        |

## تصانيف فرعية

### تصنيف أفضل شاب
| تصنيف أفضل شابة       | تصنيف أفضل شابة | تصنيف أفضل شابة           | تصنيف أفضل شابة | تصنيف أفضل شابة |
| المتسابقة             | المتسابقة       | الفريق                    | الوقت           |                 |
| --------------------- | --------------- | ------------------------- | --------------- | --------------- |
| 1                     | Puck Pieterse ‏  | بلانتور بورا سيلينج تيم ‏  |                 |                 |
| 2                     | شيرين فان أنروي | Lidl–Trek (women's team) ‏ |                 |                 |
| 3                     | Neve Bradbury ‏  | كانيون–إس آر إيه إم ‏      |                 |                 |
|                       |                 |                           |                 |                 |
| مصدر: ProCyclingStats |                 |                           |                 |                 |

## وصلات خارجية
- لمحة عن سباق غنت-وفلجم للسيدات 2024 على موقع  ProCyclingStats   (برو  سايكلنج  ستاتس) - إحصاءات  محترفي  الدراجات.
- غنت-وفلجم للسيدات 2024 على موقع إحصائيات الدراجات الإحترافية (الإنجليزية)